# Муни, Чарльз
Чарльз Майкл Му́ни (англ. Charles Michael Mooney; 27 января 1951, Вашингтон) — американский боксёр легчайшей весовой категории, выступал за сборную США в середине 1970-х годов. Серебряный призёр летних Олимпийских игр в Монреале, победитель крупных армейских турниров. Также известен как успешный тренер по боксу, подготовил многих боксёров-профессионалов.

## Биография
Чарльз Муни родился 27 января 1951 года в Вашингтоне, округ Колумбия. После окончания школы пошёл служить в армию, и там начал активно заниматься боксом. Впоследствии трижды становился чемпионом всеармейского первенства, в легчайшем весе выиграл серебряную и бронзовую медали на чемпионате США среди любителей, побеждал на многих национальных турнирах и различных отборочных соревнованиях. Пик его боксёрской карьеры пришёлся на 1976 год, когда он прошёл отбор на летние Олимпийские игры в Монреаль. На Олимпиаде выступал вполне удачно, на стадии полуфиналов со счётом 4:1 победил титулованного советского боксёра Виктора Рыбакова, но в решающем матче уступил 0:5 северному корейцу Ку Ён Джу.
У Муни были хорошие перспективы продолжить карьеру в качестве профессионального боксёра, однако он предпочёл службу в рядах вооружённых сил. В период 1977—1984 был инструктором армейской команды по боксу, в качестве помощника тренера ездил на Олимпийские игры в Лос-Анджелес. После увольнения из армии в 1992 году в звании сержанта первого класса основал собственную некоммерческую академию бокса, которая просуществовала до 2008 года, подготовив многих талантливых юниоров. Также некоторое время Муни проживал в Пекине, где по приглашению китайской федерации бокса тренировал местных боксёров. За свою долгую тренерскую карьеру Чарльз Муни участвовал в подготовке многих известных боксёров-профессионалов, среди них Дарнелл Уилсон, Кит Холмс, Шармба Митчелл, Тони Томпсон, Саймон Браун, Уильям Джоппи, Крис Бёрд, Матвей Коробов, Джамиль Макклайн и другие.